# ولنتینو (طراح مد)
ولنتینو کلمنته لودوویکو گراوانی (به ایتالیایی: Valentino Clemente Ludovico Garavani) (زاده ۱۱ مه ۱۹۳۲ میلادی در وگرا، ایتالیا) که بیشتر با نام «وَلنتینو» شناخته می‌شود، طراح مد ایتالیایی و مؤسس برند و کمپانی ولنتینو اس‌پی‌ا است.

## تاریخچه
ولنتینو به سال ۱۹۳۲ میلادی در شهر وگرا واقع در شمال ایتالیا به دنیا آمد. ولنتینوی جوان که فقط ۱۷ سال سن داشت، ایتالیا را به مقصد پاریس ترک کرد و در مدرسه عالی هنرهای زیبا و سپس در انجمن سندیکای مد پایتخت فرانسه مشغول به تحصیل شد. طراح ایتالیایی قبل از عرضه کار های خود به نام برند خودش، در خانه‌های مد مشهوری مانند ژاک فَت ، بالنسیاگا و گی لاروش فعالیت می کرد و برای مشتریان مشهوری چون الیزابت تیلور لباس دوخت.
این کمپانی در سال ۱۹۵۹ میلادی در شهر رم تاسیس شد. به مدت سه سال به انجامید تا بتوانند موفقیتی در این زمینه کسب کنند و به دنیا قدمی گذاشتند. با اولین حضور در ولنتینو در سال 1962 در شهر فلورانس، شهرت و درخشش نیز شروع شد. شهر فلورانس نیز پایتخت مد ایتالیا در آن زمان بود.
او توانست در همان سال آغازین با سبک کلاسیک مد جدیدی را عرضه کند. که با رنگ قرمز طراحی های خود را شروع کرد. که بعداً نیز رنگ قرمز با نام او شناخته میشد.
ولنتینو گاراوانی به سال ۲۰۰۶ میلادی، به عنوان قدردانی از خدمات شایانش به صنعت مُد، نشان لژیون دونور (Légion d’Honneur) را از ریاست جمهوری وقت فرانسه، ژاک شیراک دریافت نمود.
ژانویه سال ۲۰۰۸ میلادی، ولنتینو بازنشستگی خود را پس از ۴۸ سال فعالیت حرفه‌ای از دنیای مُد اعلام نمود. 